# Вацеба Андрій Володимирович
Андрій Володимирович Вацеба (нар. 7 грудня 1995, Івано-Франківськ) — український футболіст, півзахисник «Прикарпаття».

## Кар'єра
Вацеба починав грати у футбол у дитячій школі «Спартака» з рідного Івано-Франківська. Перший тренер — Тарас Ярославович Харандюк. Там Андрія помітили скаути львівських «Карпат», куди півзахисник і перебрався у 2009 році.
Провівши два роки в академії «біло-зелених», футболіст отримав пропозицію від молодіжної академії «Динамо» (Київ) про перегляд. Андрій з першої спроби потрапив до Академії клубу, потрапивши до команди Олексія Дроценка.
З 2012 року Вацеба став виступати за юнацьку команду «Динамо» U-19, у якій за півтора сезони провів 24 матчі і забив 1 гол, також зіграв 2 матчі за молодіжну команду.
На початку 2014 року Вацеба підписав угоду з польською «Ресовією», що грала у четвертому дивізіоні, а вже влітку повернувся до України і зіграв кілька матчів у Першій лізі за тернопільську «Ниву», після чого перед сезоном 2015 року повернувся до Івано-Франківська, де на аматорському рівні захищав кольори місцевої «Ніки-05».
У вересні 2016 року Вацеба підписав контракт з клубом вищого польського дивізіону «Арка» (Гдиня). З гравцем було підписано дворічну угоду з можливістю подовження ще на сезон. Втім, так і не зумівши пробитись до основного складу, українець відправився в оренду до клубу третього дивізіону «Гриф» з містечка Вейгерово, де і провів другу половину сезону 2016/17 років.
На початку 2018 року Вацеба повернувся до рідного міста, ставши гравцем «Прикарпаття», вигравши з командою бронзові медалі Другої ліги, але основним гравцем не був, зігравши лише 5 матчів, через що влітку отримав статус «вільного агента».
Навесні 2019 року Андрій Вацеба поповнив ряди шведського клубу «Арамейск-Сиріанска» з комуни Ботчирка неподалік Стокгольма, що виступав у четвертому за рангом шведському дивізіоні. Там півзахисник виступав протягом усього року, а на початку 2020 року повернувся в «Прикарпаття», що виступало у першій лізі.